# Direitos LGBT no Suriname
A comunidade LGBT enfrenta desafios legais no Suriname, apesar da homossexualidade não ser crime, não há legislação 
anti-discriminação no país, e a idade de consentimento para se ter relações homossexuais é dois anos maior do que a 
necessária para ter relações com o sexo oposto.

## Lei sobre atividade homossexual
A idade de consentimento para se ter um relacionamento é de 18 anos para homossexuais e 16 para heterossexuais
. A seção do código penal (Artigo 302) que criminaliza atos homossexuais com jovens de idade inferior a 18 anos pode punir com até quatro anos de prisão, apesar de ser 
raramente aplicada. No Suriname o casamento, a união civil e/ou parcerias domésticas não são reconhecidas para casais do 
mesmo sexo, e não há legislação específica para combater a discriminação.

## Ativismo
A primeira marcha LGBT no país ocorreu em 11 de Outubro de 2011 . Atraiu cerca de 120 pessoas e foi em parte organizado pelo Suriname Men United, 
a maior organização de gays no país.